# Gostinjac
Gostinjac – wieś w Chorwacji, w żupanii primorsko-gorskiej, w gminie Dobrinj. W 2011 roku liczyła 77 mieszkańców.